# Керморган, Янн
Янн Ален Керморган (фр. Yann Alain Kermorgant; родился 8 ноября 1981, Ван, Франция) — французский футболист, нападающий.

## Клубная карьера
Янн родился в Ване (Бретань). Керморган начал свою карьеру в молодёжной академии «Ренна», однако, в возрасте 14 лет, он стал заболел лейкемией, и его карьера была приостановлена в течение четырех лет. Он был подписан клубом «Ванн» после игры на районном уровне, поскольку произвел впечатление на тренера на просмотре. Он провел два сезона в Ванне, а затем присоединился к «Шательро» в сезоне 2004/05. Он забил впечатляющие 14 голов в лиге и привлек внимание «Гренобля», который, в итоге, подписал его.